# Deutscher Amateur-Sende- und Empfangsdienst
Der Deutsche Amateur-Sende- und Empfangsdienst (DASD) war in der Geschichte des Amateurfunkdienstes ein Zusammenschluss von Funkamateuren.

## Geschichte
In Deutschland wurden am 14. Mai 1924 erstmals Empfangslizenzen von der Deutschen Reichspost in Form einer „Audion-Versuchserlaubnis für die private Errichtung einer Funkempfangsanlage“ an Funkamateure erteilt. Sie durften damals nur hören, nicht senden, jedoch hatten sie bereits damals schon technische Kenntnisse nachzuweisen.
Als Interessengruppe entstand zunächst am 28. Juli 1925 der Deutsche Funktechnische Verband (D.F.T.V.) in München. Danach wurde am 20. März 1926 der Deutsche Sendedienst (DSD) gegründet, der am 20. März 1927 in Deutscher Amateur-Sende- und Empfangsdienst umbenannt wurde. Die verbandseigene Zeitschrift trug den Titel CQ.
Nur Mitgliedern im DASD wurde erlaubt, eine der wenigen Versuchsfunklizenzen zu erwerben. Im Jahr 1934 zählte man 324 dieser Lizenzen. 1934 wurde die Leitung des DASD vom Propagandaministerium gegen eine Nazi-treue Führung ausgetauscht, die nur noch arische Deutsche in dem Verein zuließ. Im Jahr 1938 wurde der Österreichische Versuchssenderverband (OEVSV) im Zuge des Anschlusses Österreichs in den DASD integriert. Der OEVSV war schon von 1929 bis 1933 mit dem DASD verbunden.
1939 wurde nach Kriegsbeginn der Amateurfunk insgesamt verboten und die Geräte eingezogen. Im Mai 1940 wurde der SS-Gruppenführer Ernst Sachs Präsident des DASD. Kurz darauf wurden aber erste Kriegsfunksendegenehmigungen (KFSG) vom Oberkommando der Wehrmacht (OKW) ausgestellt. Im Jahr 1944 hatten mehr als hundert Funkamateure eine KFSG erhalten. Einige der DASD-Funkamateure fanden in der Rüstungsindustrie Beschäftigung. 1944 wurde das DASD-Gebäude durch einen alliierten Bombenangriff komplett vernichtet. Nach den restriktiven Einschränkungen der Amateurfunktätigkeit durch das nationalsozialistische Regime, der Zerstörung des Sendegebäudes und dem nach Kriegsende strikten Sendeverbot durch die Siegermächte war im Mai 1945 der Amateurfunk faktisch komplett eingestellt.
Ehemalige DASD-Mitglieder schlossen sich am 17. August 1946 zum Württemberg-Badischen-Radio-Club (WBRC) zusammen, der ersten Nachfolgeorganisation des DASD. 1950 wurde ein neuer Dachverband gegründet, der noch heute existierende Deutsche Amateur-Radio-Club (DARC).